# 博瑟薩姆 (阿肯色州)
博瑟薩姆（英語：Bothersome）是位於美國阿肯色州斯通縣的一個非建制地區。該地的面積和人口皆未知。

## 地理
博瑟薩姆的座標為35°44′55″N 91°56′16″W / 35.74861°N 91.93778°W，而該地的平均海拔高度為380米（即1250英尺）。